# Лучинское (Дмитровский городской округ)
Лучинское — деревня в Дмитровском районе Московской области, в составе сельского поселения Синьковское. Население — 132 чел. (2010). До 2006 года Лучинское входило в состав Синьковского сельского округа.

## Расположение
Деревня расположена в западной части района, примерно в 12 км к западу от Дмитрова, по южному берегу канала Малый Нагорный (системы реки Яхрома), высота центра над уровнем моря 182 м. Ближайшие населённые пункты — примыкающее на западе посёлок Новосиньково и деревня Дуброво на юге. Через деревню проходит автодорога А108 (Московское большое кольцо).

## Население
| 2002 | 2006 | 2010 |
| ---- | ---- | ---- |
| 133  | ↗137 | ↘132 |